# 기후변화와 도시
기후변화와 도시는 매우 밀접한 연관성을 지닌다. 도시는 기후변화를 악화시키는 주범이면서 기후변화의 가장 큰 피해자이며 기후변화 문제를 해결하는데 가장 큰 역할을 할 곳이기도 하다. 유엔(United Nations, UN)은 2050년엔 인구의 68%가 도시에 살 것으로 예상하고 있다. 2016년도 31곳의 대도시 인구가 각각 1000만 명을 넘었고 그 중 8곳은 2000만 명을 넘었다. 인구 50만에서 100만 명을 가진 중소도시 또한 급격히 커지고 있으며 이에 따라 기후변화에 더 많은 영향을 미치고 있다. 도시는 기후 갈등과 기후 난민으로 인해 다음 몇 십년 동안 빈곤층이 밀려들어 인프라가 부족해질 가능성이 높다.

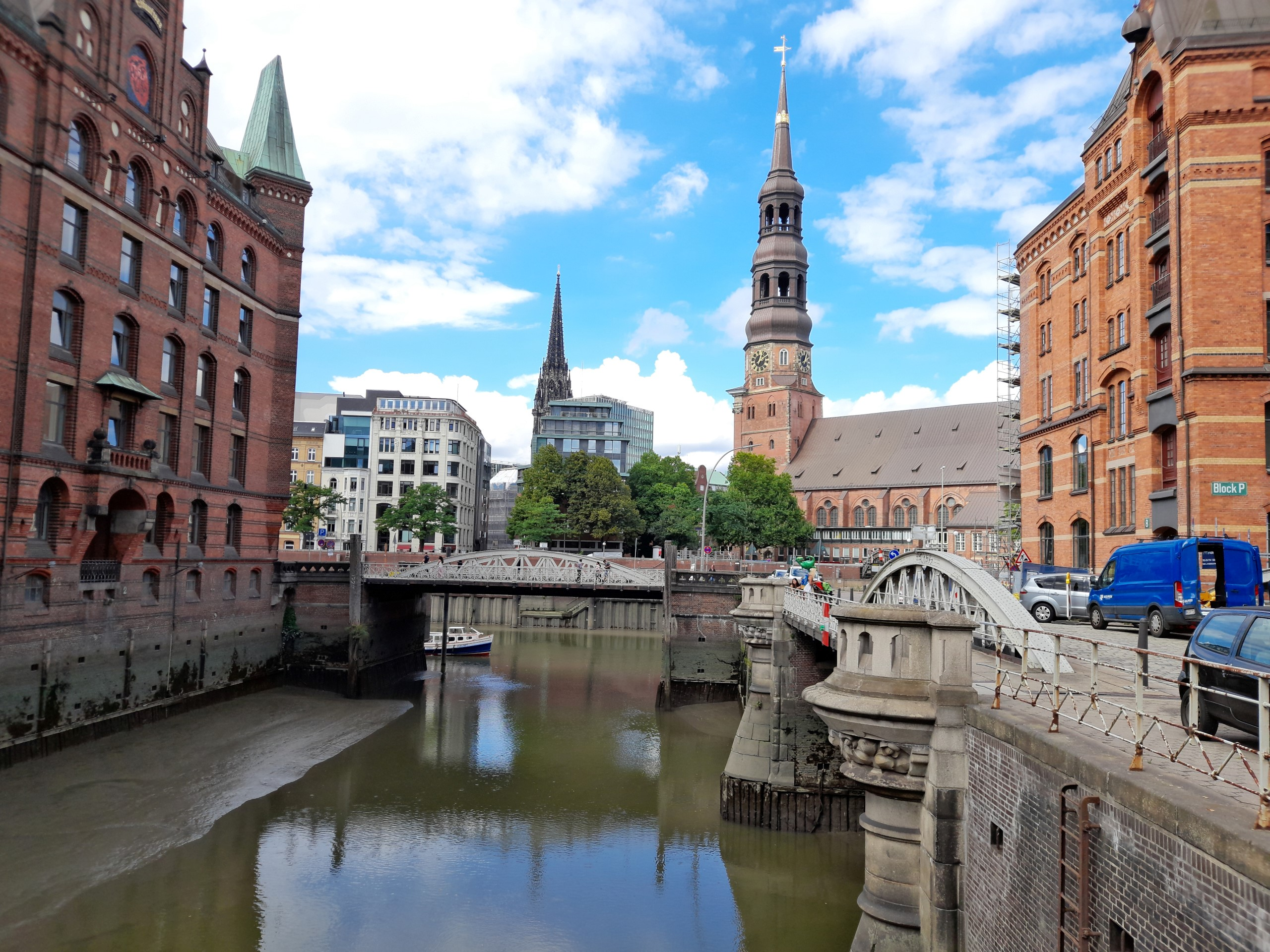
독일의 큰 도시 중 하나인 함부르크는 지난 몇 년간 지속된 가뭄으로 식량 생산에 어려움을 겪고 있다.

도시는 인구가 밀집돼 있어 도시열섬 현상 같은 기상 상태 변화와 그에 따른 온열질환, 대기오염과 물부족에 따른 피해에 매우 취약하다. 또한 대부분의 도시가 강가나 해안에 자리잡고 있어 해수면 상승으로 인한 홍수와 침식, 그리고 침하나 지하수 고갈로 인한 피해가 더 두드러진다.
C40 도시기후리더십그룹(C40 Cities Climate Leadership Group, C40)에 따르면 도시의 온실가스 배출 대부분은 소비 기반형으로 오히려 생산 기반 온실가스의 85%가 비도시 지역에서 배출된다. 기후변화 적응과 완화를 목표로 도시 설계에 힘쓴다면 농업과 산림을 위한 땅이 늘어나고 더 효과적인 교통망이 만들어질 것이며 친환경적인 건설업이 부흥해 온실가스 배출량을 줄일 수 있다.
도시화가 일어날수록 지속가능한 기술력 또한 발전하기 때문에 탄소배출량을 줄일 수 있다는 예상이 있다. 기후변화에 제일 영향력이 클 것이라 예상되는 해결 방안은 주로 도시와 관련된 방안으로 기후변화 해결을 홍보하는 단체인 프로젝트 드로우다운(Project Drawdown)은 도시 자전거 전용시설 짓기와 도시 건물 개량, 도시 지역 난방과 도시 대중교통의 확산, 그리고 걷기 편한 도시로 만드는 투자가 중요하다고 밝혔다.
기후변화 문제를 해결하기 위해 전세계 도시에서 연합하여 C40나 ICLEI(지속가능성을 위한 세계지방정부, Local Governments for Sustainability)같은 단체에 가입해 지속가능발전목표(SDG) 11번을 토대로 활동하고 있으나 2022년도부터 성과가 지지부진하다. 사하라 이남 아프리카와 중남미, 카리브해와 태평양의 섬나라에서는 SDG 목표에 별 진전이 없었으며 중앙아시아와 남아시아, 동남아시아 도시에서는 어느 정도 성과가 있었으나 주로 선진국 도시에서 이뤄진 것이다.

## 배경
현재 세계 인구의 반이 도시에 살며 많은 식량과 물품을 소비한다. 2050년까지 세계 인구 68%가 도시에서 살 것으로 유엔은 예측하고 있다. 2016년도에 대도시 31곳의 인구가 각각 1000만 명이 넘었고 그 중 도시 8곳은 2000만 명이 넘었다. 한편 중소도시 인구도 빠른 속도로 늘어나면서 급격한 도시개발로 인해 기후변화에 점점 더 많은 영향을 미치고 있다.

## 대기오염
현재 도시에서 전세계 에너지 80%와 자원 70%를 소비하고 있으며 이산화탄소 총배출량의 70%를 차지한다. 인구의 절반이 도시에 살기 때문에 기후변화가 악화될수록 도시는 더 많은 에너지를 소비하며 특히 이상 기온 상승으로 인해 냉방 수요와 냉방 에너지 사용이 늘어난다. 도시는 대기오염의 주범이지만 주민의 생활공간이 비도시 지역보다 작고 대중교통수단이 잘 발달했으며 공용으로 운영하는 세탁소나 부엌 같은 시설이 운영되기 때문에 도시로 인구가 밀집될수록 1인당 탄소배출량은 오히려 적어져 기후변화에 긍정적인 역할을 할 수 있다. 새로 만들어지는 도시 환경 기획안은 석탄 화력 발전소와 자동차에서 배출되는 대기가스를 줄이는데 초점을 맞추고 있으나 재생가능한 에너지 시스템과 전기차 배터리를 만드는데 쓰일 자원을 채취할 때 생성되는 온실가스 배출량 또한 무시 못할 정도로 많다.
도시 온실가스 배출량을 정확하게 측정하기 어려운데 도시에서 생산하는 물건과 서비스가 도시에서 소비될 수도 있고 비도시 지역으로 수출될 수도 있으며 또한 비도시 지역에서 생산하는 물품과 서비스가 도시로 수입될 수도 있기 때문이다. 온실가스 배출량이 번복 계산되는 걸 막으려면 배출량을 측정하는 장소가 물자를 생산하는 곳인지 아니면 소비하는 곳인지 정하는 것이 매우 중요한데 경제가 세계화되면서 특정장소를 생산지나 소비지로 규정하기 어려워졌다.

## 연구분야
도시와 기후변화에 대한 연구는 국제사회가 기후변화 문제를 점점 인식하던 1990년대에 시작됐다. 도시학자 마이클 헤버트(Michael Hebbert)와 블라디미르 얀코비치(Vladmir Jankovic)는 1950년 초부터 도시와 기후변화에 대한 연구가 도시가 환경에 미치는 영향에 대한 연구로부터 파생했다고 주장한다.
컬럼비아대학교 지구연구소 소속(Earth Institute at Columbia University)의 도시기후 연구 네트워크(The Urban Climate Change Research Network)는 여태까지 2 건의 국제 평가서(ARC3)를 발간했다. 첫번째는 2011년에 두번째는 2018년에 발간됐으며 이 보고서는 세계기상기구(IPCC) 보고서와 같은 도시와 기후변화 연구 보고서이다. 세번째 보고서는 2023년에서 2025년 사이에 발표될 예정이다.

### 도시 연구소
도시는 큰 규모의 정책을 시범적으로 운영할 수 있는 환경이 갖춰져 새로운 정책의 효과를 연구하기 좋다. 이렇게 연구한 정책은 지역에 알맞게 변형되어 여러 곳에서 적용될 수 있다. ‘라이프 애프터 카본’(Life After Carbon)이라는 저서에선 ‘도시기후혁신 연구소’ 역할을 하는 도시 몇 곳을 소개한다. 도시기후혁신 연구소는 옥상과 가로수 등이 온실효과에 미치는 영향과 도시가 폭염에 대응할 수 있는 방법을 연구하고 있다.

### 도시 건강
기후변화는 건강에 많은 영향을 미친다. 도시 주민의 건강은 기후변화로 인한 위험요소에 의해 크게 좌우되는데 예를 들어 도시의 폭염이 더 악화돼서 기온이 점점 올라가면 열사병이나 열경련 같은 온열 질환 발병이 늘어나고 또한 모기가 많아져 모기가 옮기는 감염병 발병이 늘어난다. 이런 기후변화로 나타나는 질병은 특히 코로나에 감염된 환자와 천식 환자, 이미 다른 질환을 앓는 환자에게 더더욱 위험하다. 특히 저소득층이 주로 살고 인구 밀도가 높으며 기후변화에 자각이 없는 곳일수록 환경의 질이 떨어져 건강에 악영향을 미친다. 빈곤층과 사회적으로 고립된 주민은 기후변화로 인한 물리적 위험과 영양실조, 설사와 감염병, 그리고 강제 퇴거로 인한 건강 문제에 취약하다.

## 도시 회복력
IPCC(Intergovernmental Panel on Climate Change, 기후변화에 관한 정부간 협의체)는 회복력을 사회나 생태 환경이 외부충격이나 변화에 대해 저항할 수 있고 기존 상태로 스스로 복구할 수 있으며 스트레스에 적응할 수 있는 능력으로 정의한다. 코로나 19(COVID-19) 사태 이후 도시 회복력을 강화하는 방안이 많은 관심을 받고 있으며 도시 회복력의 중요한 속성으로 ‘다기능성(multi-functionality)’, ‘가외성(redundancy)’, ‘모듈화(Modularization)’, ‘연결성(connectivity)’, ‘유연성(adaptability)’ 등을 꼽는다.

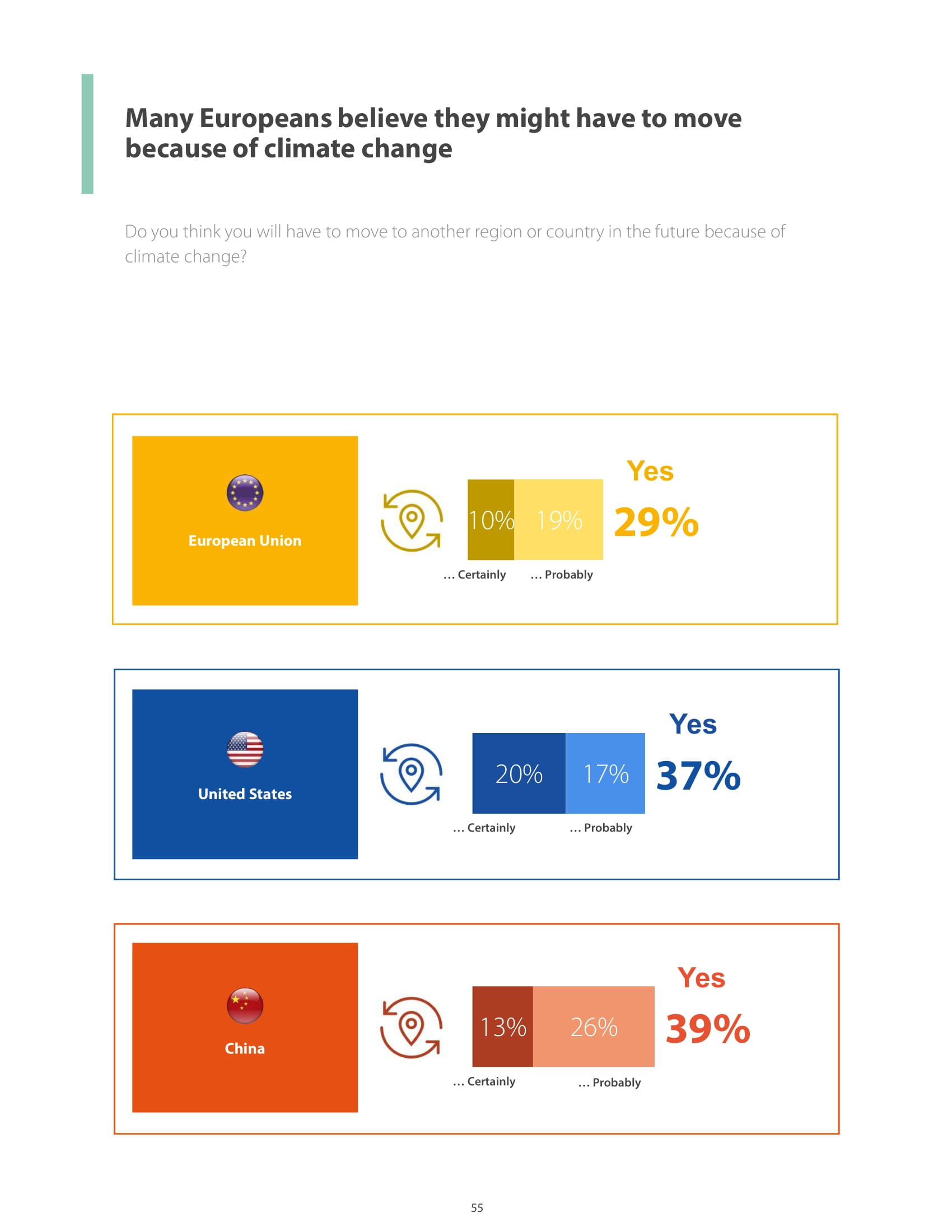
유럽에서 실시한 기후변화에 대한 설문조사에 따르면 꽤 많은 주민들이 기후 이민자가 될 가능성을 인지하고 있다.

## 지역별 문제
도시마다 기후변화 문제는 제각기 다르지만 두드러지는 국제적 양상이 있는데 바로 도시화와 산업화로 인해 대기, 해양, 토지에 거대한 영향을 미치는 것으로 특히 인구와 경제가 급격히 성장하고 있는 아시아와 아프리카, 남아메리카에서 두드러지게 나타나고 있다.

### 아프리카
아프리카는 그 어떤 대륙보다 빠르게 도시화가 진행되고 있으며 2030년에 10억 명 이상 도시에 거주할 것으로 예상하고 있다. 인구 밀도가 급격히 높아지면서 많은 인구가 허가되지 않은 곳에 정착하거나 도시 외곽에 빈민가가 구성돼 정착하면서 도시가 무계획적으로 확장되고 있다. 아프리카 도시는 홍수와 가뭄, 수자원 부족과 해수면 상승, 폭염, 폭풍과 태풍, 그리고 식량난과 말라리아나 콜레라 같은 질병 발병 같은 기후 변화로 인한 재난에 취약하다.
기후변화로 인한 재난은 또한 비도시 지역의 사막화와 생물 다양성 상실, 토지 침식과 농업 생산량 감소로 이어져 더 많은 인구가 도시로 이주하고 있으며 또한 사하라 이남 아프리카 생태계가 급격히 훼손되며 중요한 관심사가 되었다.

### 아시아

#### 중국
중국은 현재 세계적으로 경제가 급격하게 성장하는 나라 중 하나이며 이에 따른 급격한 도시화로 기후변화의 영향을 피하지 못하고 있다. 중국 영토는 세계적으로도 큰 축에 속하며 장강 삼각주는 중국에서 제일 역동적으로 발전하고 있으며 인구밀도가 높고 산업이 크게 발달한 곳이다. 장강 삼각주는 지금도 인구밀도가 높아지고 있으며 지리적으로 기후변화의 영향을 크게 받는 곳이기 때문에 기후변화 대응을 위한 정책이 필수이며 특히 홍수 예방을 위한 인프라와 효율적인 에너지 사용에 대한 정책이 중요시되고 있다.
현재 중국은 중국 북부의 자연 생태 서식지와 주요 경작지, 범람원을 보호하면서 도시를 설계하는 '지속가능한 도시경관계획(Sustainable Urban Landscape Planning, SULP)' 정책을 실행 중이다. 이 정책은 기후변화에도 안전하게 수자원을 관리할 수 있는 방법으로 중국 북부뿐만 아니라 다른 지역에서도 효과적으로 실행될 수 있다.

#### 남아시아
2001년에서 2011년 사이 남아시아의 도시 인구는 13억 명이 더 늘었으며 2030년에는 25억 명으로 더 늘 것으로 예상된다. 하지만 남아시아의 도시화는 빈곤층 증가와 빈민촌 증가, 환경 오염과 인원 과다 및 정체로 묘사된다. 또한 무계획적으로 도시가 확장되고 있어 13억 인구가 공공시설이 낙후하고 부족한 지역에서 안전한 거주권 없이 머물고 있다. 수자원이 풍부한 곳임에도 불구하고 2050년 기후예상도에 따르면 전 세계 인구 18%에 해당하는 5억 2천만에서 14억 6천만 명의 남아시아 인구가 기후변화로 인한 식수난에 처할 것이라 보고했다. 기후변화로 인해 해수면이 상승할 수록 해수의 범람과 침범으로 담수가 해수화가 되어 식수량이 줄어들기 때문이다. 도시 식수 질을 높이기 위한 정책이 만들어 지고 있으나 이는 오히려 이미 식수난을 겪고 있는 무허가 지역 주민이 쓸 식수를 줄인다.

### 아메리카

#### 브라질

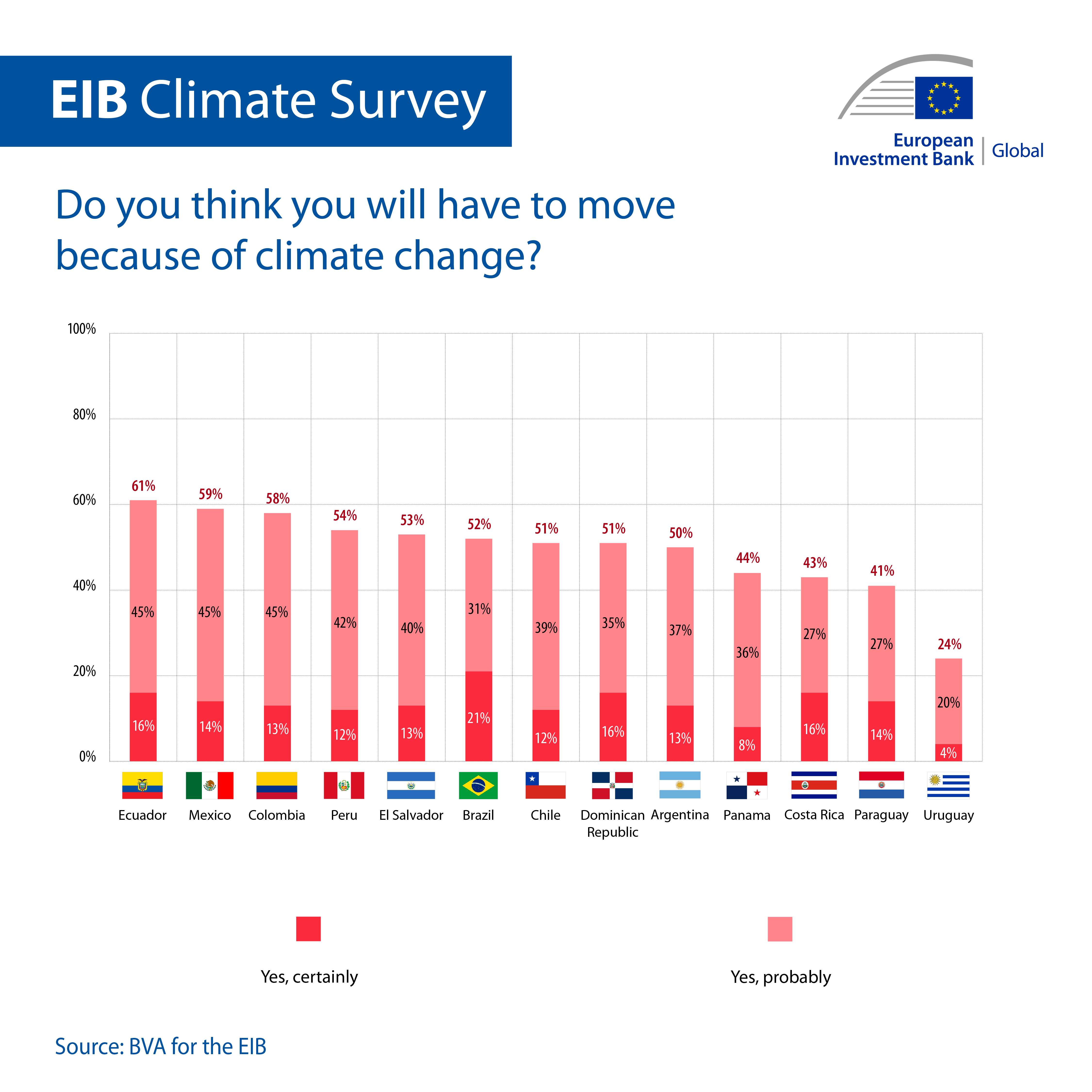
브라질과 멕시코, 에콰도르 등 아마존 열대우림 주변 나라 국민은 기후변화의 영향이 커질 수록 기후 이민자가 될 수 있다는 불안이 높다.

최근 연구 보고서에는 남아메리카에 있는 여러 지역과 인구밀도가 높고 대부분의 열대우림을 차지한 브라질의 도시화로 인한 지역과 국제 기후 위험성을 강조하고 있다. 유엔 발전 계획(United Nations Development Programme, UNDP)은 아마존 열대우림이 이산화탄소 발생을 막는데 많은 기여를 해 세계적 기후 체제에 핵심적인 역할을 한다고 보고했다. 유엔 연구진은 아마존 열대우림의 산림벌채로 인해 극단적인 기후변화 현상을 완화하는 힘이 약화돼 브라질의 기후가 극단적인 온도 변화와 호우 패턴에 취약해졌다고 보고했다. 아마존 열대우림과 맞닿아 있는 나라의 기후는 특히 아마존 열대우림과 밀접한 관계여서 만약 지구 온난화가 진행된다면 세계 평균 온도가 2도시 올랐을 때 브라질과 아마존에 맞닿아 있는 나라들은 4도시 올라간다.
브라질은 온실가스 감축목표를 만들어 2025년에 온실가스를 2005년도보다 37% 감소시킨다는 정책을 세웠으나 이미 나라 인구의 86%가 도시에 살고 있고 2050년에는 92%가 도시에 살 것으로 예상돼 목표를 달성하는데 어려움이 있을 것이다. 브라질은 아마존 우림의 존재로 산림벌채량이 언제나 높은 편이어서 산림벌채량이 제일 높았던 2004년에 2백 7십 7만 킬로미터의 숲이 훼손되었고 제일 낮았던 2012년엔 4천 5백 7십 킬로미터가 훼손되었다. 그 후로 다시 산림벌채량이 꾸준히 높아져 현재 1백 4만 킬로미터의 숲이 훼손되었다.

#### 미국
미국은 산업이 크게 발달한 나라 중 하나이지만 기후변화로 인해 인프라의 효율성이 떨어지는 문제를 가지고 있다. 예를 들어 라스배이거스(Las Vegas) 지지학 연구 결과를 보면 1900년도와 1992년도, 2006년도에 해당하는 토지피복지도를 만들었는데 라스배이거스의 도시화가 전형적인 도시 열섬 현상을 일으키고 있으며 밀집된 고층빌딩이 지표면을 울퉁불퉁하게 만들어 바람의 순환을 방해해 상승된 기온을 낮추지 못한다. 로스앤젤레스(Los Angeles) 같이 산업화된 도시는 극심한 교통체증으로 대기가스 배출량이 많아 대기오염의 원인이 된다.
미국 도시는 보통 주 단위 나 국가 행정 기관보다 먼저 기후변화에 대응하는 정책을 먼저 실시하여 기후변화 대응에 큰 역할을 한다. 그 사례로 미국이 파리협정(Paris Agreement)에서 탈퇴하자 미국 대도시 45개가 자체적으로 도시시장 기후 행동 의회(Mayors National Climate Action Agenda)를 만들어 2017년까지 목표를 정해 실행하였고 2020년에는 미 전체 온실가스 배출이 6%로 줄었다는 연구결과가 나왔다.

##### 깨끗한 공기 정책(Cleaner Air Act)
1963년에 깨끗한 공기 정책이 만들어져 대기 상태 개선을 위한 더 많은 국가적 정책을 만드는데 발판이 되었다. 정책이 시행된 이후 습성침착으로 인한 산성비가 점차 줄었으나 비가 내리는 패턴의 변화로 인해 결과가 실제보다 긍정적으로 나왔을 가능성도 크다는 연구결과가 있어 이 정책의 효율성을 증명하기 어렵다.

##### 미국 시장 기후 대책 의회(Mayors National Climate Action Agenda)
미국시장 기후대책 의회 또는 기후시장은 미국 대도시 시장이 모여 온실가스 배출량을 줄이는 목표를 세운 집단이다. 당시 로스앤젤레스 시장인 에릭 갈세티와 전 휴스턴 시장 애미스 파커, 전 필라델피아 시장 마이클 너터가 설립하였으며 435개의 도시와 미국의 20%에 해당되는 인구를 대표하고 있다.
2014년에 설립된 이 단체는 클린턴 글로벌 이니시에이티브로부터 10억에 해당하는 설립금을 받아 2015년 파리협정 등록을 목표로 도시를 한 뜻으로 모으기 위해 설립되었고 미국이 파리협정을 탈퇴하더라도 온실가스 배출 목표를 지키겠다고 서약했다.

## 국제 정책
국제 주요 도시는 기후변화에 맞설 더 많은 도시 참여를 위해 여러 단체와 정책을 만들었다.

### 도시기후리더십그룹(Cities Climate Leadership Group, C40)
C40는 국제 96개 도시를 포함한 단체로 세계 12분의 1에 해당하는 인구를 대변하고 있으며 세계 경제 4분의 1을 담당하고 있다. C40는 기후 재난에 대항하고 온실가스배출을 줄이기 위한 도시 정책을 지지하며 또한 도시주민의 건강과 행복, 경제 기회를 개선하는 것을 목표로 한다. 2023년부터 런던시장 사디크 칸(Sadiq Khan)과 프리타운 시장 이본 아키소이어(Yvonne Aki-Sawyerr)가 공동회장을 겸임하고 있으며 전 뉴욕시장 마이클 블룸버그, 마크 와트가 이끌고 있다. 이 넷은 13명의 운영위원회와 밀접하게 협력하고 있으며 주기적으로 교체되는 운영위원회는 정책방향과 실행여부를 제시한다. 현 운영위원회는 런던, 프리타운, 바르셀로나, 피닉스, 다카 노스, 도쿄, 부에노스아이레스, 보고타, 아비디잔, 몬트리올, 밀라노과 홍콩이다.
C40는 여러 도시를 회합하여 도시간 기술적 지원과 인재 교환, 연구와 지식 관리 그리고 소통을 지원하고 있다. C40는 도시를 기후변화 대응을 선두 하는 힘으로 여기며 국가의 지원과 지속가능한 미래를 위한 자치권을 요구하는 것에 힘을 싣고 있다.

### 지속가능발전목표 11번-지속가능한 도시와 지역사회 (SDG 11)
지속가능발전목표 11번은 지속가능한 도시와 지역사회를 주제로 유엔이 세운 17개의 지속가능한 발전목표이다. SDG 11번의 공식 목적은 안전하고 회복이 빠르고 지속가능하며 모두를 위한 도시이며 한 지역이 활동하면 다른 지역 또한 영향을 받으며 사회와 경제, 환경 모든 면에서 지속가능성을 유지하는 것을 염두에 두고있다.
SDG 11번은 10개의 목표로 구성 돼있고 15개의 표적으로 목표달성을 판단한다. 그 중 7개의 목표는 안전하고 알맞은 가격의 거주지와 적당한 가격의 지속가능한 교통체제, 포괄적이고 지속가능한 도시화, 문화와 자연 유산 지키기, 자연재해 피해 축소, 도시가 환경에 미치는 영향 축소 그리고 자연친화적이고 모두에게 열린 친환경 공간을 말한다. 나머지 3개는 계획적인 국가와 지역 발전 설계와 효율적인 자원소비, 포괄성 그리고 개발도상국의 지속가능하고 튼튼한 건설을 지원해 재난위험을 줄이는 것이다.

### 글로벌 기후에너지 시장협약(Global Covenant of Mayors for Climate and Energy, GCoM)
GCoM은 2016년에 설립되었으며 시장협약(Compact of Mayors)과 유럽 시장서약(Covenant of Mayors)을 공식적으로 합친 단체이다. 이 국제적 협약은 기후변화에 대응해 온실가스 배출을 줄이고 기후변화가 미칠 문제를 대비하고 각 도시마다 기후변화 위험도와 탄소 오염도를 측정한다. 2014년 유엔 총장 반기문과 전 뉴욕시장 겸 유엔 도시와 기후변화 특별사절(UN Special Envoy for Cities and Climate Change)인 마이클 블룸버그에 의해 시작됐으며 C40와 ICLEI, 미국 도시와 지역, 유엔 해비탯(UN Habitat)을 하나로 모아 기후변화에 대비하고 있다. 현재 만 2천 5백여개의 도시와 지역정부가 참여하고 있으며 6개 대륙과 144개의 나라에서 총 10억의 인구를 대표하고 있다.

## 같이 보기
- 도시 열섬